# Puk Grasten
Puk Grasten (født 6. september 1986) er en dansk instruktør

## Filmografi
- 37 (2016) - Instruktion
- Tarok (2013) - Manuskonsulent
- 37 (2013) - Instruktion
- Anja og Viktor - Brændende kærlighed (2007) - Set runner
- Brødrene Mortensens Jul (1998) - Birthe Lund